# Sequence breaking
Le sequence breaking est, dans l'univers du jeu vidéo, une pratique qui consiste à obtenir les items ou accomplir les actions d'un jeu dans un ordre différent que celui normalement mis en place par les concepteurs, en tentant d'éviter certaines actions ou objets normalement requis pour avancer. À l'instar du speedrun, cette technique a pour but de terminer le jeu rapidement, en remplissant le minimum d'objectifs ou choisissant uniquement les items nécessaires. C'est aussi une façon de rendre le jeu plus difficile, mais aussi chercher les limites du jeu,.

## Historique
Si le sequence breaking existe depuis la création de jeux vidéo sur ordinateur personnel assez complexes pour proposer un gameplay linéaire, le premier jeu vidéo pour lequel est utilisé cette expression est Metroid Prime de Nintendo sur GameCube,,,.